# محمدآباد (رشت)
محمدآباد، روستایی از توابع بخش مرکزی شهرستان رشت در استان گیلان ایران است.

## جمعیت
این روستا در دهستان پیربازار قرار دارد و براساس سرشماری مرکز آمار ایران در سال ۱۳۸۵، جمعیت آن ۱۶۰ نفر (۴۸خانوار) بوده‌است.